# Trần Văn Bảo
Trần Văn Bảo (chữ Hán: 陳文寶, 1524 - 1611) là một danh sĩ Việt Nam. Ông đỗ Trạng nguyên khoa Canh Tuất, niên hiệu Cảnh Lịch thứ 3 (1550), đời Mạc Tuyên Tông, làm quan đến chức Thượng thư. Ông cũng từng đi sứ phương Bắc và được phong tước Nghĩa quận công.

## Thân thế
Ông tên thật là Lê Minh Bảo, sinh giờ Dần ngày 7 tháng 1 năm Giáp Thân (tức 10 tháng 2 năm 1524) tại làng Cổ Chử, huyện Giao Thủy, phủ Thiên Trường, trấn Sơn Nam (nay thuộc xã Hồng Quang, huyện Nam Trực, tỉnh Nam Định). Nguyên quán ông gốc tại làng Đại Bối, huyện Đông Sơn, tỉnh Thanh Hóa, trước thuộc dòng dõi họ Lê. Thân sinh ông là Lê Minh Triết, húy Văn Linh, tự Minh Đạt, làm quan triều nhà Lê tước Hán Quận Công, lấy bà Trần Thị Từ Huệ người làng Cổ Chử, sinh ra ông.
Ông đỗ Trạng nguyên khoa Canh Tuất (1550) niên hiệu Cảnh Lịch thứ 3, đời Mạc Phúc Nguyên, thi đỗ khi 27 tuổi. Ông giữ các chức như: Lại Bộ Thượng thư, Nhập Thị Kinh Diên và được cho đi sứ Trung Quốc đời Minh Thế Tông. Ông được phong tước Nghĩa Sơn Bá, Hồng Xuyên Hầu, Nghĩa Quận Công. Sau ba lần dâng sớ xin vua Mạc cải cách chính sự, nhà vua chấp thuận nhưng không thi hành, ông xin từ quan về trí sĩ, năm đó ông 63 tuổi.
Sau khi làm chủ Bắc Hà, nhà Lê trung hưng có vời ông ra làm quan nhưng ông từ chối, giữ lòng trung với nhà Mạc, theo truyền thống của kẻ sĩ không thờ hai triều.
Ngày 1 tháng 2 năm Bính Tuất (1586), ông từ biệt gia đình, di cư về làng Phù Tải, huyện Bình Lục, tỉnh Hà Nam (nay là thôn Giải Đông, xã An Đổ, huyện Bình Lục, tỉnh Hà Nam) để sống ẩn dật. Ông mất ngày 5 tháng 12 năm Canh Tuất (tức 18 tháng 1 năm 1611) niên hiệu Hoằng Định nhà Lê, thọ 86 tuổi. Mộ táng ở làng Phù Tải, huyện Bình Lục, tỉnh Hà Nam. Ông được sắc phong Dực Bảo Trung Hưng Linh Phù Tôn Thần, gia tặng Đoan Túc Tướng Công Tôn Thần. Tại Phù Tải có đền thờ Trạng nguyên rất khang trang, có đủ đồ thờ tự, như: kiệu, bát biểu, võng lọng,...
Sử sách ghi chép rất nhiều về Trạng nguyên Trần Văn Bảo. Riêng sách Lịch triều hiến chương loại chí, mục "Nhân vật Chí", sử gia Phan Huy Chú đã xếp Trạng Trình Nguyễn Bỉnh Khiêm và Trạng nguyên Trần Văn Bảo vào bậc "Đức Nghiệp chi Nho".
Ngày 13 tháng 9 năm 2007 Sở Giáo dục và Đào tạo tỉnh Nam Định đã khánh thành Trường Trung học Phổ thông Trần Văn Bảo tại huyện Nam Trực và làm lễ khai giảng năm học 2007-2008.
Tỉnh Nam Định đã đặt tên đường Trần Văn Bảo ngay ở trung tâm thành phố Nam Định, gần công viên Mỹ Xá.

## Hậu duệ
Trạng nguyên Trần Văn Bảo có ba người con trai:
- Người thứ nhất là Trần Đình Huyên, đỗ Tiến sĩ khoa Bính Tuất (1586) niên hiệu Đoan Thái nhà Mạc, làm đến chức Công Khoa Đô Cấp Sự Trung, có tên trong các sách Đại Việt Lịch Triều Đăng Khoa Lục, Đăng Khoa Lục Sưu Giảng, Tam Khôi Bị Lục,...
- Người thứ hai là Trần Văn Thịnh, học Quốc Tử Giám, đỗ khoa Tứ Trường, giữ chức Lễ Bộ Tả Thị Lang, làm đến Thượng thư. Ông kết hôn với Quyền Lộc Công chúa và là Phò mã của vua Tuyên Tông Mạc Phúc Nguyên.
- Người thứ ba là Trần Ngọc Lâm còn ít tuổi, theo cha về ở làng Phù Tải, huyện Bình Lục, tỉnh Hà Nam và sinh ra họ Trần Ngọc ở đây. Ông làm Cai huyện (tức Tri huyện), tước Phù Đô Hầu.

Hiện nay con cháu Trạng nguyên Trần Văn Bảo gồm có 2 chi lớn:
- Một chi họ Trần tại thôn Cổ Chử, xã Hồng Quang, huyện Nam Trực, tỉnh Nam Định.
- Một chi họ Trần Ngọc tại thôn Giải Đông, xã An Đổ, huyện Bình Lục, tỉnh Hà Nam. Đây là một họ lớn, trải qua các triều đại, có nhiều người làm quan, có sắc phong. Hiện nay con cháu rất đông, đều giàu có, đỗ đạt nhiều.

## Giai thoại

### Ba lần dâng sớ răn vua.[1]
Theo gia phả họ Trần làng Cổ Chử, sau khi đỗ Trạng nguyên, Trần Văn Bảo được bổ làm quan trong triều đình nhà Mạc. Sau này, ông đổi tên là Trần Văn Nghi rồi đi sứ nhà Minh (Trung Quốc).
Khoảng đầu niên hiệu Diên Thành (1578) triều Mạc Mậu Hợp, Trần Văn Bảo được thăng chức Thượng thư, tước Nghĩa Sơn bá. Đến tháng 7 năm Tân Tị (1581) lại được Mạc Mậu Hợp giao chức Lại bộ Thượng thư, cho vào hầu giảng ở tòa Kinh Diên.
Thời kỳ này nhà Mạc suy tàn, kỷ cương lỏng lẻo, xã hội rối ren, quan quân đánh dẹp liên miên, dân tình vô cùng khổ cực. Mạc Mậu Hợp lên ngôi từ khi mới hai tuổi.
Các quan đại thần trong triều như: Hộ bộ Thượng thư Giáp Trưng, Thiêm đô Ngự sử Lại Mẫn, Đông các học sĩ Nguyễn Năng Nhuận, các Đô cấp sự trung ở sáu khoa (Nguyễn Phong, Nguyễn Tự Cường, Phạm Như Giao, Nguyễn Ích Trạch, Lê Viết Thảng, Nguyễn Quang Lượng)... liên tiếp dâng sớ lên Mạc Mậu Hợp, chỉ rõ chính sự suy đồi, khuyên răn Mạc Mậu Hợp hãy chăm lo chính sự.
Trước tình hình suy sụp của triều đình, Trần Văn Bảo đã tiên đoán sự diệt vong tất yếu của vương triều. Ông cảm thấy buồn nản và bất lực, muốn lui về ẩn dật. Trong tờ sớ của các Đô cấp sự trung sáu khoa dâng lên Mạc Mậu Hợp hồi tháng 6 năm 1581 có đoạn viết về Trần Văn Bảo như sau:
"... Văn thần trọng trách như Nghĩa Sơn bá Trần Văn Nghi, Vịnh Kiều bá Hoàng Sĩ Khải, An Khê bá Mai Công, Đam Xuyên bá Nguyễn Triệt, thì đều giữ vẻ khoan hậu, không cần nghĩ tới việc sâu xa. Bởi thế các liêu thuộc nhân đó mà trễ nải..." (Lê Quý Đôn toàn tập).
Lời nhận xét trên chứng tỏ Trần Văn Bảo đã mang tâm trạng chán nản, không còn ham chức tước, muốn lui về quê. Trần Văn Bảo vào triều yết cáo xin về cố hương và dâng sớ từ chức Lại bộ Thượng thư.
Đại lược nội dung tờ sớ của ông như sau: "Trong khoảng trời với người giao cảm, đều ứng vào cùng loại với nhau, như nhân sự hay thì trời ứng điềm lành, nhân sự dở thì trời ứng điềm dữ.
Chính sự thời nay, rất nhiều việc hại đạo trái lẽ, không thể kể xiết.
Những tờ sớ của các vị đình thần trước sau đã tâu bày, đều nói thẳng những sự sai lầm, có thể như những liều thuốc hay, rất đáng cứu xét để tu tỉnh...
Những việc như thế, rất trái với đường lối trị nước. Cho nên thể thống triều đình, ngày càng rối loạn, những lời công luận, ngày càng bế tắc. Trong nước không có chính trị hay, cho nên trời ra điềm dữ để cảnh tỉnh, như là sao chổi xuất hiện; núi tự nhiên lở, cùng là nhật thực nguyệt thực. Nay lại phạt bằng trận mưa bão dữ dội ngay tại kinh sư, đó là tai dị rất lớn...
Kính mong bệ hạ, sợ oai trời, sửa đức mình, ban sắc lệnh cho phụ chính ứng vương phải hết sức tu tỉnh, giúp việc triều đình, để tâm vào việc giữ yên hoàng gia, nằm gai nếm mật, lấy việc diệt quốc thù làm trách nhiệm của mình... Nếu không thì thời kỳ bại vong khó tránh được.
Hạ thần không xứng chức, tự hạch xin miễn chức, và tới trước cửa khuyết để đợi tội, hoặc biếm hoặc truất, kính theo mệnh của bệ hạ".
Sau khi xem xong tờ sớ của Trần Văn Bảo, Mạc Mậu Hợp liền ban sắc uý dụ và buộc ông phải nhận chức. Ngày 29 tháng Giêng năm Nhâm Ngọ 1582, Mạc Mậu Hợp cho dựng ngôi điện giảng học, nhưng kỳ thực là để làm nơi yến tiệc. Điện vừa làm xong thì bị hỏa hoạn cháy trụi.
Nhân sự kiện này, Trần Văn Bảo lại dâng sớ khuyên răn. Mạc Mậu Hợp xem sớ rồi khen là thiết đáng, nhưng chỉ phán: "Trẫm đang suy nghĩ" và chứng nào vẫn tật ấy.
Hơn 30 năm làm quan dưới triều Mạc, Trần Văn Bảo đã đem hết sức lực, tài năng, trí tuệ giúp cho việc củng cố vương triều Mạc. Thật đáng tiếc là Mạc Mậu Hợp đã không nghe theo những đề xuất của Trần Văn Bảo, để đến nỗi bị nhà Lê tiêu diệt vào năm 1592.
Tháng 3 năm Nhâm Ngọ 1582, Trần Văn Bảo lại xin từ chức Lại bộ Thượng thư để nhường cho các vị sứ thần vừa đi Trung Quốc về nhưng Mạc Mậu Hợp vẫn không chấp nhận.
Tháng 11 năm Bính Tuất 1586, Lại bộ Thượng thư Nghĩa Sơn hầu Trần Văn Nghi (tức Trần Văn Bảo, thời gian này ông đã được thăng tước hầu) xin tu sửa Trường quốc học, hai giải vũ ở điện Đại Thành và nghi môn tiền, nghi môn hậu, giảng đường, định lễ nhạc để tỏ rõ sự tôn sư trọng đạo và mở rộng nền văn hóa giáo dục. Mạc Mậu Hợp không theo.

### Cha Trạng nguyên, con Tiến sĩ
Sau nhiều lần đề xuất những biện pháp cải thiện nền chính trị không được chấp nhận, khuyên răn vua Mạc sửa mình và chăm lo chính sự mà vẫn để ngoài tai, liên tiếp xin từ chức để về cố hương cũng không được Mạc Mậu Hợp đồng ý, Trần Văn Bảo cảm thấy mình bất lực. Tâm trạng buồn chán của ông ngày càng nặng nề, dần dần mất lòng tin đối với Mạc Mậu Hợp, dẫn đến hành động tất yếu là từ quan đi ẩn dật.
Sau khi từ quan, Trần Văn Bảo về ở ẩn tại làng Phù Tải, huyện Bình Lục (nay thuộc thôn Dải Đông, xã An Đỗ, huyện Bình Lục, tỉnh Hà Nam). Tại đây, ông đã mở lớp dạy học cho người dân trong làng. Khi nhà Lê trung hưng, vời ông ra làm quan nhưng ông từ chối, giữ lòng trung với nhà Mạc, theo truyền thống của kẻ sĩ không thờ hai triều.
Ông luôn quan tâm tới sự nghiệp học hành của các thế hệ con cháu. Hậu duệ của Trạng nguyên Trần Văn Bảo có nhiều người đỗ đạt cao và làm quan trong triều đình. Trong đó, người con trai cả là Trần Đình Huyên đỗ Đệ tam giáp đồng Tiến sĩ xuất thân khoa Bính Tuất (1586), làm quan đến chức Công khoa Đô cấp sự (giám sát công việc của Bộ công).
Người con trai thứ 2 là Trần Văn Thịnh thi đỗ Tứ trường (Hương cống) khoa Mậu Tý (1588) và Tam trường khoa Kỷ Sửu (1589), làm quan đến chức Thượng thư. Còn người con trai út là Trần Ngọc Lâm cũng làm quan đến chức Tri huyện.

### Ngôi mộ thiên táng
Tương truyền, thân mẫu của ông rất nghèo, phải đi cấy lúa thuê kiếm sống. Gặp hôm trời rét quá, bốn bề không còn ai, trời càng tối dần, bà nằm trên một gò đất thuộc xã Lạc Đạo. Sau rét quá không về được, bà nằm chết tại đó, gặp giờ thiêng, mối đùn phủ kín thành mộ. Đấy là ngôi mộ thiên táng.
Lúc đó ông còn nhỏ quá, chỉ được người ta bảo cho biết về việc mẹ chết. Sau ông đi thi đỗ Trạng nguyên là nhờ phát ở ngôi mộ này.
"Tôi có đi qua đấy, không kịp xem kỹ. Chỉ thấy cái gò ấy không cao lắm, ở giữa cánh ruộng trũng, nghĩa là kiểu đất 'Bình dương nhất đột', có một con mộc nằm ngang và hai ngọn bút thẳng tắp, coi rất ngoạn mục, dẫu đến tranh vẽ cũng không được khéo như thế. Hiện nay ngôi mộ đó vẫn còn."
Theo về phong thủy, ngôi mộ này trước sinh nhân sau đắc địa (nghĩa là trước sinh người sau phát đạt). Khởi đầu từ hai ông đậu Trạng nguyên và Tiến sĩ, rồi sau đến 11 ông Hương cống. Truyện này đã ghi rõ trong gia phả họ ông.
Đến thời nhà Nguyễn, vào khoảng triều Tự Đức, xã Cổ Chử mới lập đền thờ Trạng nguyên, có câu đối như sau:
Phụ tử Trạng nguyên Tiến sĩ
Cổ kim thiên lý nhân tâm
Nghĩa là:
Cha con đều đỗ Trạng nguyên Tiến sĩ
Lẽ trời vẫn ở lòng người, xưa nay vẫn thế